# Cryptalaus sabinae
Cryptalaus sabinae is een keversoort uit de familie kniptorren (Elateridae). De wetenschappelijke naam van de soort is voor het eerst geldig gepubliceerd in 1993 door Bouwer.